# Alexa Internet
Alexa Internet, Inc. fue una empresa estadounidense dedicada al análisis de tráfico web, subsidiaria de propiedad total de Amazon y con sede en San Francisco, California. Alexa proporcionaba datos y análisis comerciales de tráfico web.
Fundada como una empresa independiente en 1996, Alexa.com fue adquirida por Amazon en 1999. Su barra de herramientas, Alexa Toolbar, recoge datos sobre el comportamiento de navegación y los transmite al sitio web de Alexa, donde se almacenan y analizan. Esta es la base para el reporte de tráfico web de la compañía. Según su sitio web, Alexa proporciona datos de tráfico, clasificaciones globales y otra información en 30 millones de sitios web. Alexa también proporcionaba una gráfica donde se puede apreciar perfectamente el crecimiento/decrecimiento de las visitas a una página web, además de la información diaria (solo las 100 000 primeras páginas de la clasificación), media semanal y media de los últimos tres meses.
A partir de 2015, su sitio web ha sido visitado por más de 6,5 millones de personas al mes.
En diciembre de 2021, Amazon anunció que cerraría Alexa Internet, y el servicio se suspendió a partir del 1 de mayo de 2022.

## Historia

### 1996-1999
Alexa Internet fue fundada en abril de 1996 por los empresarios estadounidenses Brewster Kahle y Bruce Gilliat. El nombre fue elegido en homenaje a la Biblioteca de Alejandría de Egipto ptolemaico, trazando un paralelo entre la mayor colección de conocimiento de la antigüedad y el potencial de internet. Alexa inicialmente ofreció una barra de herramientas que dio a los usuarios de Internet sugerencias sobre dónde ir a continuación, sobre la base de los patrones de tráfico de su comunidad de usuarios. La empresa también ofreció el contexto para cada sitio visitado: a quién fue registrado, cuántas páginas tenía, cuántos otros sitios lo señalaron y con qué frecuencia se actualizó. Las operaciones de Alexa crecieron para incluir el archivado de páginas web a medida que se rastrean. Esta base de datos sirvió de base para la creación del Internet Archive accesible a través de la Wayback Machine. En 1998, la compañía donó una copia del archivo, dos terabytes de tamaño, a la Biblioteca del Congreso de Estados Unidos.
Alexa continúa suministrando a Internet Archive con rastreos Web. En 1999, cuando la compañía se alejó de su visión original de proporcionar un motor de búsqueda "inteligente", Alexa fue adquirida por Amazon.com por aproximadamente US $ 250 millones en acciones de Amazon.

### 2000-2009
Alexa comenzó una asociación con Google a principios de 2002 y con el directorio web DMOZ en enero de 2003. En mayo de 2006, Amazon sustituyó a Google por Bing (en la época conocida como Windows Live Search) como proveedor de resultados de búsqueda.
En diciembre de 2005, Alexa abrió su extenso índice de búsqueda y facilidades de rastreo web a programas de terceros a través de un conjunto completo de servicios Web y API. Estos podrían ser utilizados, por ejemplo, para construir motores de búsqueda verticales que podrían ejecutarse en los propios servidores de Alexa o en cualquier otro lugar.
En diciembre de 2006, Amazon lanzó Alexa Image Search. Construida internamente, fue la primera aplicación importante construida sobre la plataforma Web de la compañía. 
En mayo de 2007, Alexa cambió su API para limitar las comparaciones a tres sitios web, reducir el tamaño de los gráficos incrustados en Flash y agregar anuncios BritePic incorporados obligatorios. En abril de 2007, la compañía presentó una demanda, Alexa v. Hornbaker, para detener la infracción de marca registrada por el servicio de Statsaholic. En la demanda, Alexa alegó que Ron Hornbaker estaba robando gráficos de tráfico con fines de lucro, y que el propósito principal de su sitio era mostrar gráficos que fueron generados por los servidores de Alexa. Hornbaker eliminó el término Alexa de su nombre de servicio el 19 de marzo de 2007. El 27 de noviembre de 2008, Amazon anunció que Alexa Web Search ya no aceptaba nuevos clientes y que el servicio sería obsoleto o discontinuado para los clientes existentes el 26 de enero de 2009. Posteriormente, Alexa se convirtió en una empresa puramente analítica.
El 31 de marzo de 2009, Alexa lanzó un rediseño de sitio web importante. El sitio rediseñado proporcionó nuevas métricas de tráfico web-incluyendo vistas de página promedio por usuario individual, tasa de rebote y tiempo de usuario en el sitio. En las semanas siguientes, Alexa agregó más características, incluyendo datos demográficos de visitantes, estadísticas de tráfico de clics y de búsqueda. Alexa introdujo estas nuevas características para competir con otros servicios de análisis web.

## Cierre
Tras 25 años de servicio, se tomó la decisión de finalizar con su servicio.
"Hace 25 años, fundamos Alexa Internet. Después de dos décadas de ayudarlo a encontrar, llegar y convertir su audiencia digital, tomamos la difícil decisión de retirar Alexa.com el 1 de mayo de 2022. Gracias por hacer de nosotros su recurso de referencia para la investigación de contenido, el análisis competitivo, la investigación de palabras clave y mucho más."
La API siguió disponible hasta el 15 de diciembre de 2022. El servicio ordinario finalizó el 1 de mayo de 2022.

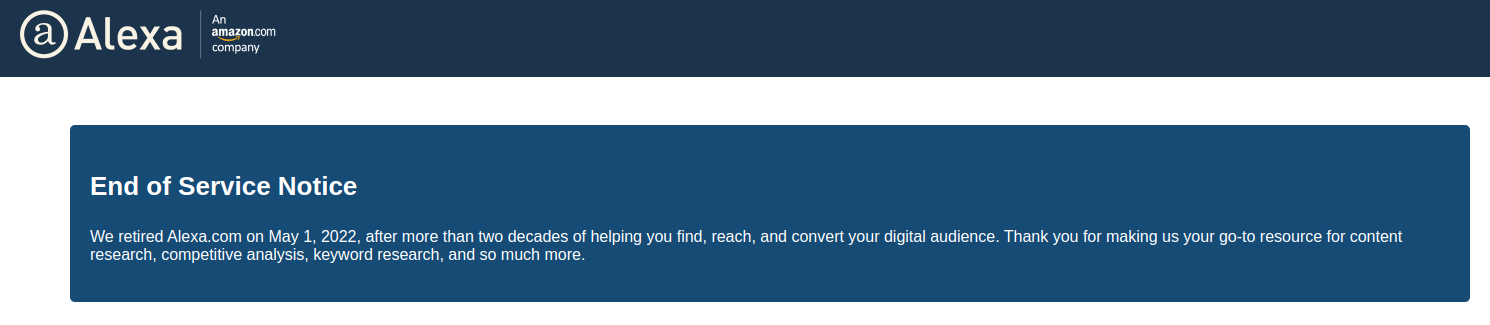
Aviso de fin de servicio de Alexa

## Servicios

### Barra de herramientas
Alexa clasifica los sitios basados principalmente en el seguimiento de un conjunto de ejemplos de usuarios de tráfico de Internet de su barra de herramientas para los navegadores web de Internet Explorer, Firefox y Google Chrome. La barra de herramientas de Alexa incluye un bloqueador de ventanas emergentes, un cuadro de búsqueda, enlaces a Amazon.com y la página de inicio de Alexa, y el ranking de Alexa del sitio que el usuario está visitando. También permite al usuario calificar el sitio y ver enlaces a sitios externos y relevantes. A principios de 2005, Alexa declaró que había tenido 10 millones de descargas de la barra de herramientas, aunque la compañía no proporcionó estadísticas sobre el uso activo. 
Originalmente, las páginas web solo se clasificaban entre los usuarios que tenían instalada la Barra de herramientas de Alexa, y podrían estar sesgadas si un subgrupo de público específico era reacio a participar en el ranking. Esto causó algunas controversias sobre cómo la base de Alexa del usuario era representativa del típico comportamiento en Internet, especialmente para los sitios menos-visitados.
En 2007, Michael Arrington proporcionó ejemplos de rankings de Alexa conocidos por contradecir los datos del servicio de análisis web de comScore, incluyendo la clasificación de YouTube por delante de Google.
Hasta 2007, un complemento suministrado por terceros para el navegador Firefox era la única opción para los usuarios de Firefox después de que Amazon abandonara su barra de herramientas A9. El 16 de julio del mismo año, Alexa lanzó una barra de herramientas oficial para Firefox llamada Sparky. El 16 de abril de 2008, muchos usuarios reportaron cambios drásticos en sus rankings de Alexa. Alexa confirmó esto más adelante en el día con un anunció que habían lanzado un sistema actualizado de la graduación, demandando que ahora tomarían en cuenta más fuentes de datos "más allá de los usuarios de la barra de herramientas de Alexa".

### Certificado
Utilizando el servicio Alexa Pro, los propietarios de sitios web pueden registrarse para obtener "estadísticas certificadas", lo que permite a Alexa tener acceso a los datos de tráfico de un sitio. Los propietarios del sitio ingresan un código JavaScript en cada página de su sitio web que, si lo permite la configuración de seguridad y privacidad del usuario, ejecuta y envía datos de tráfico a Alexa, lo que permite a Alexa mostrar o no mostrar según las preferencias del propietario, como el total de vistas de página y páginas únicas.

## Privacidad y posible malware
Varias compañías antivirus han evaluado la barra de herramientas de Alexa. La barra de herramientas para Internet Explorer 7 fue marcada en un momento como malware por Microsoft Defender. Symantec clasifica la barra de herramientas como "trackware", mientras que McAfee la clasifica como adware, considerándola un "programa potencialmente no deseado". McAfee Site Advisor califica el sitio de Alexa como "verde", encontrando "ningún problema significativo", pero advirtiendo de una "pequeña fracción de descargas... que algunas personas consideran adware u otros programas potencialmente no deseados". Aunque es posible eliminar una suscripción pagada dentro de una cuenta de Alexa, no es posible eliminar una cuenta que se crea en Alexa a través de cualquier interfaz web, aunque cualquier usuario puede ponerse en contacto con la empresa a través de su página web de soporte.